# 首爾愛樂樂團
首尔愛樂樂團（諺文：서울 필하모닉）是韓國一個民間的私營樂團。

## 歷史
它在1991年由大提琴家金峰成立。於1999年命名為“漢城愛樂樂團”。現在安唐團長和藝術總監督全東秀的主導下樂團演奏超過1200場音樂會，是韓國最大的民間傳統交響樂團。每一年的規劃目標是開80場音樂會，因此它有助於在韓國推廣古典音樂。常任指揮者Abdrashev Tolepbergen（哈薩克斯坦出身）於2007年11月逝，從那時起樂團沒有常任指揮。目前意大利出身的Stefano Trasimeni為客員常任指揮者。

## 樂團演出
- 第一次：首爾藝術高中（2003年9月）
- 第二次：莫扎特大會堂（2004年11月19日）/Bechstein大會堂（10月1日）
- 第三次：首爾藝術高中（2005年9月24日）/DS大會堂（10月1日）
- 第四次：首爾藝術高中（2006年9月22日）/DS大會堂（9月30日）
- 第五次：首爾藝術高中（2007年9月18日）/世界凱萊中心（9月15日）
- 第六次：首爾藝術高中（2008年7月19-20日）

## 外部連結
- 官方网站 